# Regno longobardo
(Paolo Diacono, Storia dei Longobardi, III 16)
Il Regno longobardo (Regnum Langobardorum in latino) fu l'entità statale costituita in Italia dai Longobardi tra il 568-569 (invasione dell'Italia bizantina) e il 774 (caduta del Regno a opera dei Franchi di Carlo Magno), con capitale Pavia. L'effettivo controllo dei sovrani sulle due grandi aree che costituivano il regno, la Langobardia Maior nel centro-nord (a sua volta ripartita in un'area occidentale, o Neustria, e in una orientale, o Austria) e la Langobardia Minor nel centro-sud (a sua volta composta dai due grandi ducati di Spoleto e di Benevento), non fu costante nel corso dei due secoli di durata del regno; da un'iniziale fase di forte autonomia dei numerosi ducati che lo componevano, si sviluppò con il tempo una sempre maggior autorità del sovrano, anche se le pulsioni autonomiste dei duchi non furono mai del tutto domate.

## Il VI secolo

### La fondazione del regno
L'irruzione dei Longobardi pose fine all'effimera riconquista bizantina di Giustiniano e, per la prima volta dai tempi della conquista romana (III-II secolo a.C.), ruppe l'unità politica della penisola italiana che si trovò infatti divisa tra i Longobardi e i Bizantini, secondo confini soggetti a variabilità nel corso del tempo date le caratteristiche dell'insediamento longobardo e le oscillazioni dei rapporti di forza.

I domini longobardi alla morte di Alboino (572)

I nuovi venuti si ripartirono tra Langobardia Maior (l'Italia settentrionale gravitante intorno alla capitale del regno, Ticinum - oggi Pavia -; da qui il nome dell'odierna regione Lombardia) e Langobardia Minor (i ducati di Spoleto e Benevento), mentre i territori rimasti sotto controllo bizantino erano chiamati "Romània" (da qui il nome dell'odierna regione Romagna) e avevano come fulcro l'Esarcato di Ravenna.
All'ingresso in Italia, il Re Alboino affidò il controllo delle Alpi Orientali a uno dei suoi più fidi luogotenenti, Gisulfo, che divenne il primo duca del Friuli. Il ducato, con sede a Cividale del Friuli (allora Forum Iulii), sempre in lotta con le popolazioni straniere che si affacciavano dalla Soglia di Gorizia, avrebbe mantenuto fino al regno di Liutprando una maggiore autonomia nei confronti degli altri ducati della Langobardia Maior, giustificata dai suoi eccezionali bisogni militari.
In seguito altri ducati furono creati nelle principali città del regno: la soluzione fu dettata da esigenze in primo luogo militari (i duchi erano prima di tutto comandanti, con il compito di completare il controllo del territorio e tutelarlo da possibili contrattacchi), ma gettò il seme della strutturale debolezza del potere regio longobardo.
Nel 572, dopo la capitolazione di Pavia e la sua elevazione a capitale del regno (dove il palazzo regio fatto edificare da Teodorico fu scelto come sede regia), Alboino cadde vittima di una congiura ordita a Verona dalla moglie Rosmunda, in combutta con alcuni guerrieri gepidi e longobardi. L'aristocrazia longobarda, comunque, non avallò il regicidio e costrinse Rosmunda alla fuga presso i Bizantini, a Ravenna.

### Clefi e il periodo dei Duchi

I domini longobardi al termine del Periodo dei Duchi (584)

Più tardi, in quello stesso 572, i trentacinque duchi riuniti in assemblea a Pavia acclamarono re Clefi. Il nuovo sovrano estese i confini del regno, completando la conquista della Tuscia e cingendo d'assedio Ravenna. Clefi tentò di portare avanti coerentemente la politica di Alboino, che mirava a spezzare istituti giuridico-amministrativi ormai consolidati durante il dominio ostrogoto e bizantino, eliminando buona parte dell'aristocrazia latina, occupandone le terre e acquisendone i patrimoni. Anch'egli, però, nel 574 cadde vittima di un regicidio, sgozzato da un uomo del suo seguito forse istigato dai Bizantini.
In seguito a questo fatto vi fu un decennio di anarchia, durante il quale non venne nominato un altro re e i duchi regnarono da sovrani assoluti nei rispettivi ducati, non senza lotte intestine. A questo stadio dell'occupazione i duchi erano semplicemente i capi delle diverse fare del popolo longobardo; non ancora stabilmente associati alle città, agivano semplicemente in modo indipendente, anche perché subivano le pressioni dei guerrieri nominalmente sotto la loro autorità per approfittare delle ancora larghe possibilità di bottino. Questa situazione instabile, protrattasi nel tempo, portò al definitivo crollo dell'assetto politico-amministrativo romano-italico, che fino all'invasione era stato pressoché mantenuto, tanto che la stessa aristocrazia romano-italica aveva conservato la responsabilità dell'amministrazione civile (basti pensare a Cassiodoro).
In Italia i Longobardi si imposero quindi in un primo momento come casta dominante al posto di quella preesistente, soppressa o scacciata. I prodotti della terra venivano ripartiti con i sudditi romanici che la lavoravano, riservando ai Longobardi un terzo (tertia) dei raccolti. I proventi non andavano a singoli individui, ma alle fare, che li amministravano nelle sale (termine che ricorre tuttora nella toponomastica italiana). Il sistema economico della tarda antichità, imperniato su grandi latifondi lavorati da contadini in condizione semi-servile, non fu rivoluzionato, ma solo modificato affinché avvantaggiasse i nuovi dominatori.
Approfittando del periodo d'anarchia, il merovingio Gontrano, re dei Franchi d'Orléans, sconfisse i Longobardi, annettendosi Aosta e Susa nel 575. Le due città costituirono sempre i punti deboli della difesa del regno nella parte settentrionale, in quanto due importantissimi porte d'ingresso in Italia.

### L'insediamento definitivo: Autari, Agilulfo e Teodolinda

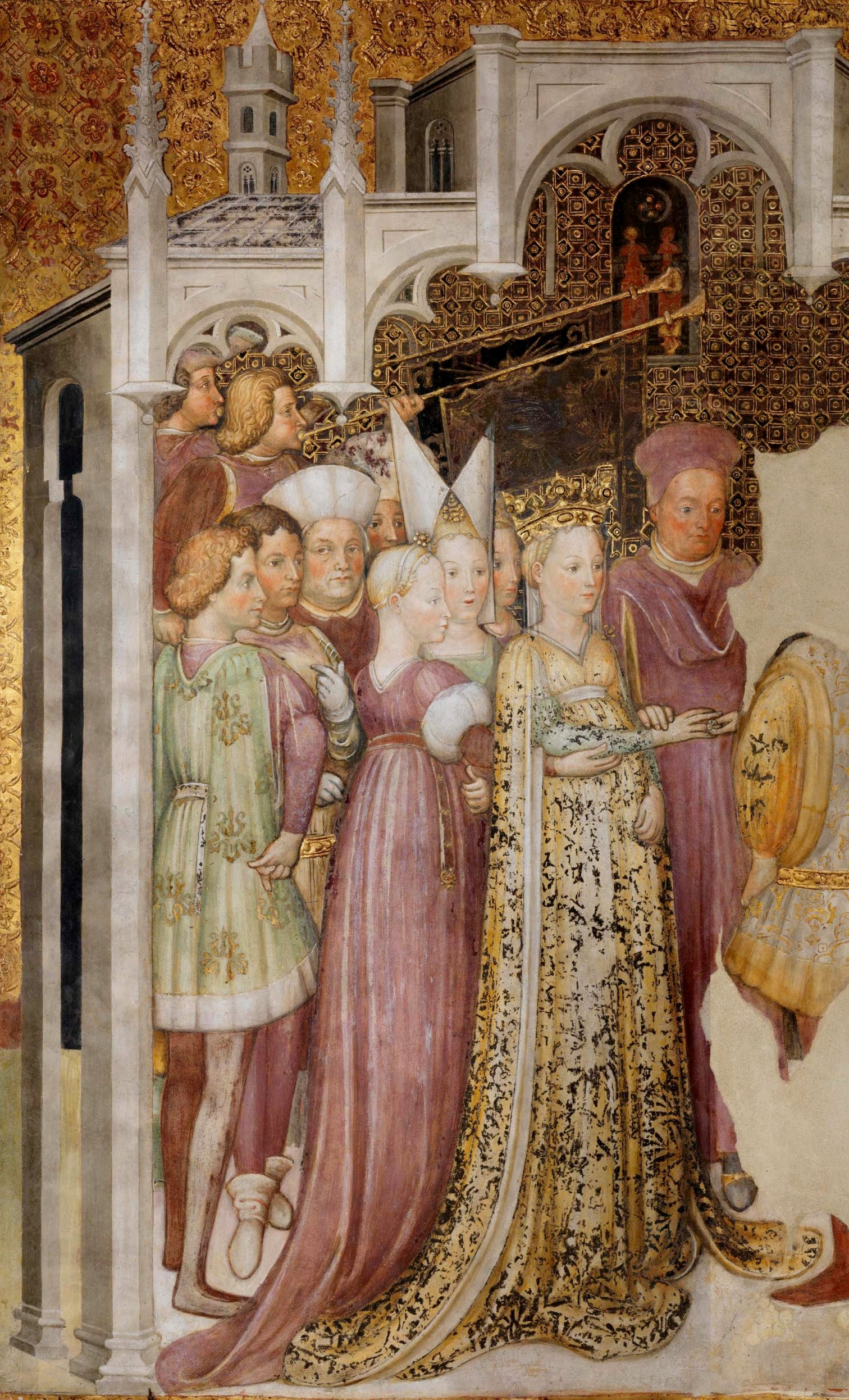
Teodolinda, affresco degli Zavattari, Cappella di Teodolinda, Monza, 1444.

Dopo dieci anni di interregno, la necessità di una forte monarchia centralizzata era ormai chiara anche ai più indipendentisti dei duchi; Franchi e Bizantini premevano e i Longobardi non potevano più permettersi una struttura del potere troppo fluida, utile soltanto per compiere scorrerie in cerca di saccheggio. Nel 584 i duchi si accordarono per incoronare re il figlio di Clefi, Autari, e consegnarono al nuovo monarca la metà dei loro beni (per poi probabilmente rifarsi con un nuovo giro di vite ai danni della superstite proprietà fondiaria romana.) Autari poté così impegnarsi nella riorganizzazione dei Longobardi e del loro insediamento in forma stabile in Italia. Assunse, come i re ostrogoti, il titolo di Flavio, con il quale intendeva proclamarsi protettore anche di tutti i Romanici presenti sul suo territorio: era un esplicito richiamo, fatto in chiave anti-bizantina, all'eredità dall'Impero romano d'Occidente.
Dal punto di vista militare, Autari sconfisse sia i Franchi sia i Bizantini e ne spezzò la coalizione, adempiendo al mandato che gli stessi duchi gli avevano affidato al momento della sua elezione. Nel 585 respinse i Franchi nell'attuale Piemonte e indusse i Bizantini a chiedere, per la prima volta da quando i Longobardi erano entrati in Italia, una tregua. Allo scadere, occupò l'ultimo bastione bizantino in Italia settentrionale: l'Isola Comacina nel Lago di Como. Per garantire una pace stabile con i Franchi, Autari tentò di sposare una principessa franca, ma il progetto non riuscì. Allora il re, con una mossa che avrebbe influenzato le sorti del regno per più di un secolo, si rivolse ai tradizionali nemici dei Franchi, i Bavari, per sposarne una principessa, Teodolinda, che per di più era di sangue letingio (discendeva cioè da Vacone, re dei Longobardi tra il 510 e il 540 e figura circondata da un'aura di leggenda, esponente di una stirpe regale di grande ascendente sui Longobardi). L'alleanza con i Bavari portò a un riavvicinamento tra Franchi e Bizantini, ma Autari riuscì (nel 588 e di nuovo, nonostante alcuni gravi rovesci iniziali, nel 590) a respingere gli attacchi franchi. Il periodo di Autari segnò, secondo Paolo Diacono, la conquista di una prima stabilità interna al regno longobardo:
(Paolo Diacono, Historia Langobardorum, III, 16)
Autari morì in quello stesso 590, probabilmente avvelenato in una congiura di palazzo e, stando alla leggenda riportata da Paolo Diacono, la successione al trono fu decisa in maniera romanzesca. Fu la giovane regina vedova Teodolinda, bavara ma portatrice del sangue dei Letingi, a scegliere l'erede al trono e suo nuovo marito: il duca di Torino, Agilulfo. L'anno successivo (591) Agilulfo ricevette l'investitura ufficiale da parte dell'assemblea dei Longobardi, riunita a Milano. L'influenza della regina sulla politica di Agilulfo fu notevole e le decisioni principali vengono attribuite a entrambi.

I domini longobardi alla morte di Agilulfo (616)

Stroncata nel 594 la ribellione di alcuni duchi, Agilulfo e Teodolinda svilupparono una politica di rafforzamento in Italia, garantendo i confini attraverso trattati di pace con Franchi e Avari. Le tregue con i Bizantini furono sistematicamente violate e il decennio fino al 603 fu segnato da una marcata ripresa dell'avanzata longobarda. Nel nord Agilulfo occupò, tra le varie città, anche Parma, Piacenza, Padova, Monselice, Este, Cremona e Mantova, mentre anche a sud i duchi di Spoleto e Benevento ampliavano i domini longobardi.
Il rafforzamento dei poteri regi, avviato da Autari prima e Agilulfo poi, segnò anche il passaggio a una nuova concezione territoriale basata sulla stabile divisione del regno in ducati. Ogni ducato era guidato da un duca, non più solo capo di una fara ma funzionario regio, depositario dei poteri pubblici. Le sedi dei ducati venivano stabilite in centri strategicamente importanti, favorendo quindi lo sviluppo di molti nuclei urbani posti lungo le principali vie di comunicazione del tempo (Cividale del Friuli, Trento, Treviso, Verona, Brescia, Bergamo, Ivrea, Torino, Lucca). Nella gestione del potere pubblico i duchi erano affiancati da funzionari minori, detti sculdasci (sculdahis in longobardo) e da gastaldi, che gestivano le grandi aziende rurali.
La nuova organizzazione del potere, meno legata ai rapporti di stirpe e di clan e più alla gestione del territorio, segnò una tappa fondamentale del consolidamento del regno longobardo in Italia, che progressivamente perse i caratteri di un'occupazione militare pura e si avvicinò a un modello più propriamente statale. L'inclusione dei vinti (i Romanici) era un passaggio inevitabile, e Agilulfo compì alcune scelte simboliche volte al tempo stesso a rafforzare il proprio potere e ad accreditarlo presso la popolazione di discendenza latina. La cerimonia di associazione al trono del figlioletto Adaloaldo, nel 604, seguì un rito bizantineggiante; scelse come capitale non più Pavia, ma l'antica metropoli romana di Milano e Monza come residenza estiva; definì se stesso, in una corona votiva, Gratia Dei rex totius Italiae ("Per grazia di Dio re di tutta Italia", quindi non più soltanto rex Langobardorum, "Re dei Longobardi").

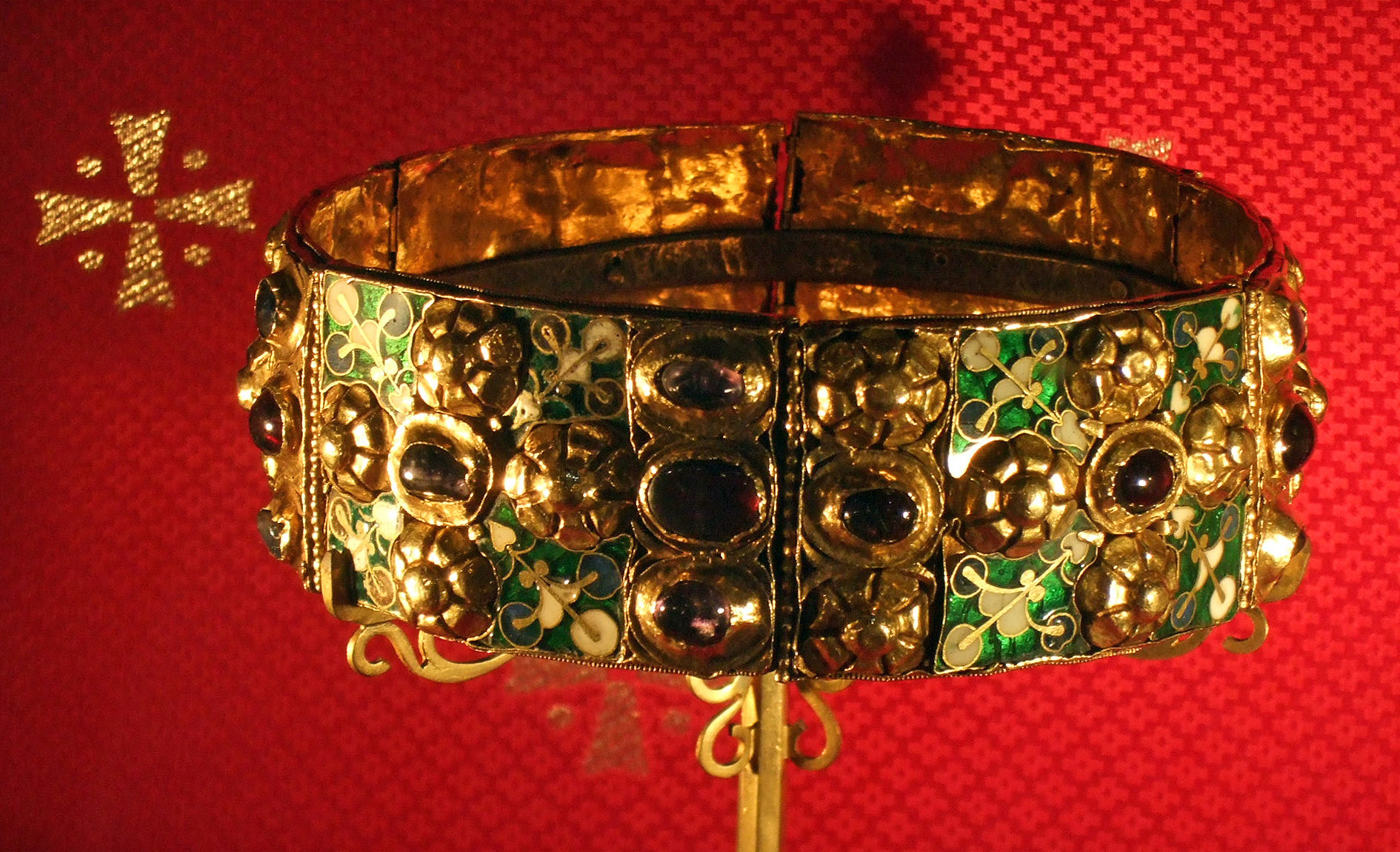
La Corona ferrea è la storica corona utilizzata per incoronare il Rex Italiæ ed è conservata nel Duomo di Monza

In questa direzione mosse anche la forte pressione, svolta soprattutto da Teodolinda, verso la conversione al cattolicesimo dei Longobardi, fino a quel momento ancora in gran parte pagani o ariani. Dopo un sostegno iniziale agli scismatici (al patriarca Giovanni nel 606) i sovrani si adoperarono per la ricomposizione dello Scisma tricapitolino (che contrapponeva Roma al Patriarcato di Aquileia), tennero rapporti diretti con papa Gregorio Magno (è stato conservato un suo scambio epistolare con Teodolinda) e favorirono la creazione di monasteri, come quello fondato da san Colombano a Bobbio.
Anche l'arte visse, con Agilulfo e Teodolinda, una stagione fiorente. In architettura Teodolinda fondò la Basilica di San Giovanni e il Palazzo Reale di Monza, mentre dell'oreficeria sono arrivati fino a noi capolavori quali la Croce di Agilulfo, la Chioccia con i pulcini, l'Evangeliario di Teodolinda e la celeberrima Corona ferrea (che, contrariamente a quanto riportato dalla tradizione, non fu mai utilizzata in età longobarda per intronizzare i sovrani dato che i longobardi, come altri popoli germanici, non incoronavano i loro re: essi venivano nominati per acclamazione del popolo in armi e il simbolo regio era la lancia).

## Il VII secolo

### La ripresa degli ariani: Arioaldo, Rotari

I domini longobardi alla morte di Rotari (652)

Alla morte di Agilulfo, nel 616, il trono passò al figlio minorenne Adaloaldo. La reggenza (che di fatto proseguì anche dopo l'uscita del re dalla minorità) fu esercitata dalla regina madre Teodolinda, che affidò il comando militare al duca Sundarit. Teodolinda proseguì la sua politica filo-cattolica e di pacificazione con i Bizantini, suscitando però una sempre più decisa opposizione da parte della componente ariana e guerriera dei Longobardi. Il conflitto esplose nel 624 e fu capeggiato da Arioaldo, duca di Torino e cognato di Adaloaldo (aveva sposato sua sorella Gundeperga). Adaloaldo fu deposto nel 625 e al suo posto si insediò Arioaldo.
Il "colpo di Stato" ai danni della dinastia Bavarese di Adaloaldo e Teodolinda, che portò al trono Arioaldo, aprì una stagione di conflitti tra le due componenti religiose del regno. Dietro o accanto alle scelte di fede, tuttavia, la contrapposizione aveva coloriture politiche, in quanto opponeva i fautori di una politica di pacificazione con i Bizantini e con il Papato e di integrazione con i Romanici (Bavaresi) ai propugnatori di una politica più aggressiva ed espansionista (nobiltà ariana). Il regno di Arioaldo (626-636), che riportò la capitale a Pavia, riportando la corte nel palazzo Reale della città, fu travagliato da questi contrasti, oltre che dalle minacce esterne; il re riuscì a respingere in Friuli un attacco degli Avari, ma non a limitare il crescere dell'influenza dei Franchi nel regno. Alla sua morte la leggenda narra che, con procedura identica a quella seguita con sua madre Teodolinda, la regina Gundeperga ebbe il privilegio di scegliersi il nuovo sposo e re. La scelta cadde su Rotari, duca di Brescia e anch'egli ariano.
Rotari regnò dal 636 al 652 e condusse numerose campagne militari, che portarono quasi tutta l'Italia settentrionale sotto il dominio del regno longobardo. Conquistò (643) la Liguria, compresi il capoluogo Genova e Luni, e Oderzo, mentre neppure una schiacciante vittoria ottenuta sull'esarca bizantino di Ravenna, sconfitto e ucciso insieme a ottomila suoi uomini nella battaglia dello Scultenna (presso il fiume Panaro), riuscì a costringere l'Esarcato a sottomettersi ai Longobardi. In ambito interno, Rotari rafforzò il potere centrale a danno dei ducati della Langobardia Maior, mentre al sud anche il duca di Benevento Arechi I (che a sua volta stava espandendo i domini longobardi) riconobbe l'autorità del re di Pavia.
La memoria di Rotari è legata al celebre Editto; promulgato nel 643, era scritto in lingua latina nonostante fosse rivolto soltanto ai Longobardi, secondo il principio della personalità della legge. I Romanici restavano soggetti al diritto romano. L'Editto ricapitolava e codificava le norme e le usanze germaniche, ma introduceva anche significative novità, segno del progredire dell'influsso latino sugli usi longobardi. L'Editto proibì la faida (vendetta privata) a favore del guidrigildo (risarcimento in denaro) e conteneva anche drastiche limitazioni all'uso della pena di morte.

### La dinastia bavarese

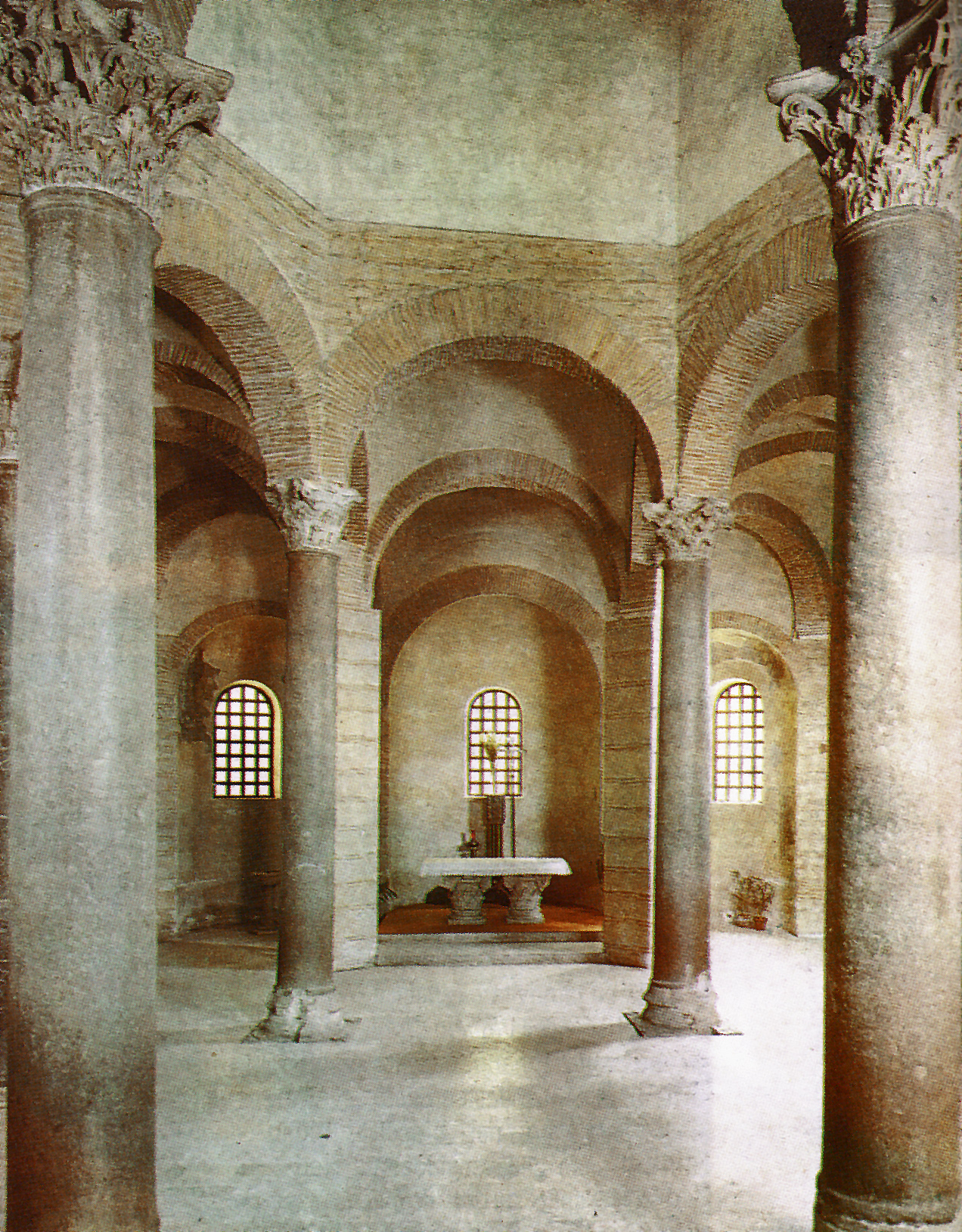
L'interno della chiesa di Santa Sofia (Benevento)

Dopo il brevissimo regno del figlio di Rotari, Rodoaldo (652-653), i duchi elessero re Ariperto I, duca di Asti e nipote di Teodolinda. Ritornava così sul trono la dinastia Bavara, segno del prevalere della fazione cattolica su quella ariana; il regno di Ariperto si segnalò infatti per la dura repressione dell'arianesimo. Alla sua morte (661) il testamento di Ariperto divise il regno tra i due figli, Pertarito e Godeperto. La procedura era usuale tra i Franchi, ma tra i Longobardi rimase un unicum. Forse anche perché la partizione entrò immediatamente in crisi: tra Pertarito, insediato a Milano e Godeperto, rimasto a Pavia, si accese un conflitto che coinvolse anche il duca di Benevento, Grimoaldo. Il duca intervenne con consistenti forze militari per sostenere Godeperto, ma appena giunse a Pavia uccise il sovrano e ne prese il posto. Pertarito, in evidente inferiorità, fuggì presso gli Avari.
Grimoaldo ottenne l'investitura dei nobili longobardi, ma dovette comunque confrontarsi con la fazione legittimista, che allacciò alleanze internazionali per riportare sul trono Pertarito. Grimoaldo ottenne dagli Avari la restituzione del sovrano deposto e Pertarito, non appena fu rientrato in Italia, dovette fare atto di sottomissione all'usurpatore prima di riuscire a fuggire presso i Franchi di Neustria, che nel 663 attaccarono Grimoaldo. Il nuovo re, inviso alla Neustria poiché alleato dei Franchi di Austrasia, li respinse a Refrancore, presso Asti, e restò padrone della situazione.
Grimoaldo, che nello stesso 663 aveva respinto un tentativo di riconquista dell'Italia da parte dell'imperatore bizantino Costante II, esercitò i poteri sovrani con una pienezza fino ad allora mai raggiunta dai suoi predecessori. Alla fedeltà del suo ducato di Benevento, affidato al figlio Romualdo, aggiunse quella dei ducati di Spoleto e del Friuli, dove impose duchi a lui leali. Favorì l'opera di integrazione tra le diverse componenti del regno e offrì ai suoi sudditi un'immagine che prendeva a modello quella del suo predecessore Rotari, al tempo stesso saggio legislatore (Grimoaldo aggiunse nuove leggi all'Editto), mecenate (eresse a Pavia una chiesa intitolata a sant'Ambrogio, fondò la basilica di San Michele Maggiore, sede futura delle incoronazioni regie) e valente guerriero.

Fibula longobarda, VII secolo

Alla morte di Grimoaldo, nel 671, Pertarito rientrò dall'esilio e pose fine all'effimero regno di Garibaldo, figlio di Grimoaldo e ancora bambino. Si accordò immediatamente con l'altro figlio di Grimoaldo, Romualdo I di Benevento, al quale impose fedeltà in cambio del riconoscimento dell'autonomia del suo ducato. Pertarito cercò e ottenne la pace con i Bizantini, che riconobbero la sovranità longobarda su gran parte dell'Italia. Inoltre, sviluppò una politica in linea con la tradizione della sua dinastia e sostenne la Chiesa cattolica a danno dell'arianesimo e degli aderenti allo Scisma tricapitolino. Dovette subire la ribellione del duca di Trento Alachis, che, secondo quanto riporta Paolo Diacono, nel 679 prese il Castrum Bauzanum, probabilmente occupato durante il periodo d'anarchia, sconfiggendo il comandante bavaro che lo aveva retto fino a quel momento con la compiacenza dei re agilolfingi. Pertarito riuscì a rintuzzare la rivolta di Alachis, anche se a costo di dure cessioni territoriali, infatti il duca ottenne per sé anche il Ducato di Brescia.
Nel 688, alla morte di Pertarito, Alachis tornò a sollevarsi, coalizzando intorno a sé gli oppositori alla politica filo-cattolica dei Bavaresi. Suo figlio e successore Cuniperto fu inizialmente sconfitto e costretto a rifugiarsi sull'Isola Comacina; soltanto nel 689 riuscì a venire a capo della ribellione, sconfiggendo e uccidendo Alachis nella battaglia di Coronate, presso l'Adda. La crisi derivava dalla divergenza che vedeva contrapposte le due regioni della Langobardia Maior: da un lato le regioni occidentali (Neustria), fedeli ai sovrani Bavaresi, filo-cattoliche e sostenitrici della politica di pacificazione con Bisanzio e Roma; dall'altra le regioni orientali (Austria), legate alla tradizione longobarda che, dietro all'adesione a paganesimo e arianesimo, non si rassegnava a una mitigazione del carattere guerriero del popolo. La fronda dei duchi d'Austria contestava la crescente "latinizzazione" di costumi, pratiche di corte, diritto e religione, che accelerava la disgregazione e la perdita d'identità germanica della gente longobarda. La vittoria consentì tuttavia a Cuniperto, già da tempo associato al trono dal padre e attore non secondario della sua politica, di proseguire nell'opera di pacificazione del regno, sempre in chiave filo-cattolica. Un sinodo, convocato a Pavia nel 698, sancì il riassorbimento dello Scisma tricapitolino, con il ritorno degli scismatici all'obbedienza romana.

## L'VIII e il IX secolo

### La crisi dinastica
La morte di Cuniperto, nel 700, segnò l'apertura di una grave crisi dinastica. L'ascesa al trono del figlio minorenne di Cuniperto, Liutperto, fu immediatamente contestata dal duca di Torino, Ragimperto, anche lui esponente del casato Bavarese. Ragimperto sconfisse a Novara i sostenitori di Liutperto (il suo tutore Ansprando, duca di Asti, e il duca di Bergamo, Rotarit) e, agli inizi del 701, salì al trono. Morì tuttavia dopo appena otto mesi lasciando il trono al figlio Ariperto II; Ansprando e Rotarit reagirono immediatamente e imprigionarono Ariperto, restituendo il trono a Liutperto. Ariperto, a sua volta, riuscì a fuggire e a scontrarsi con i tutori del suo antagonista. Nel 702 li sconfisse a Pavia, imprigionò Liutperto e occupò il trono. Poco dopo stroncò definitivamente l'opposizione: uccise Rotarit, soppresse il suo ducato e fece affogare Liutperto. Solo Ansprando riuscì a sfuggire, rifugiandosi in Baviera. Poco più tardi Ariperto stroncò una nuova ribellione, quella del duca del Friuli Corvolo, e poté sviluppare una politica di pacificazione, sempre favorendo l'elemento cattolico del regno.
Nel 712 Ansprando tornò in Italia con un esercito raccolto in Baviera e si scontrò con Ariperto; la battaglia fu incerta, ma il re diede prova di viltà e fu abbandonato dai suoi sostenitori. Morì mentre tentava la fuga verso il regno dei Franchi, affogato nel Ticino dove sprofondò a causa del peso dell'oro che portava con sé. Con lui ebbe termine la presenza della dinastia Bavarese sul trono dei Longobardi.

### Liutprando: l'apogeo del regno

I domini longobardi alla morte di Liutprando (744)

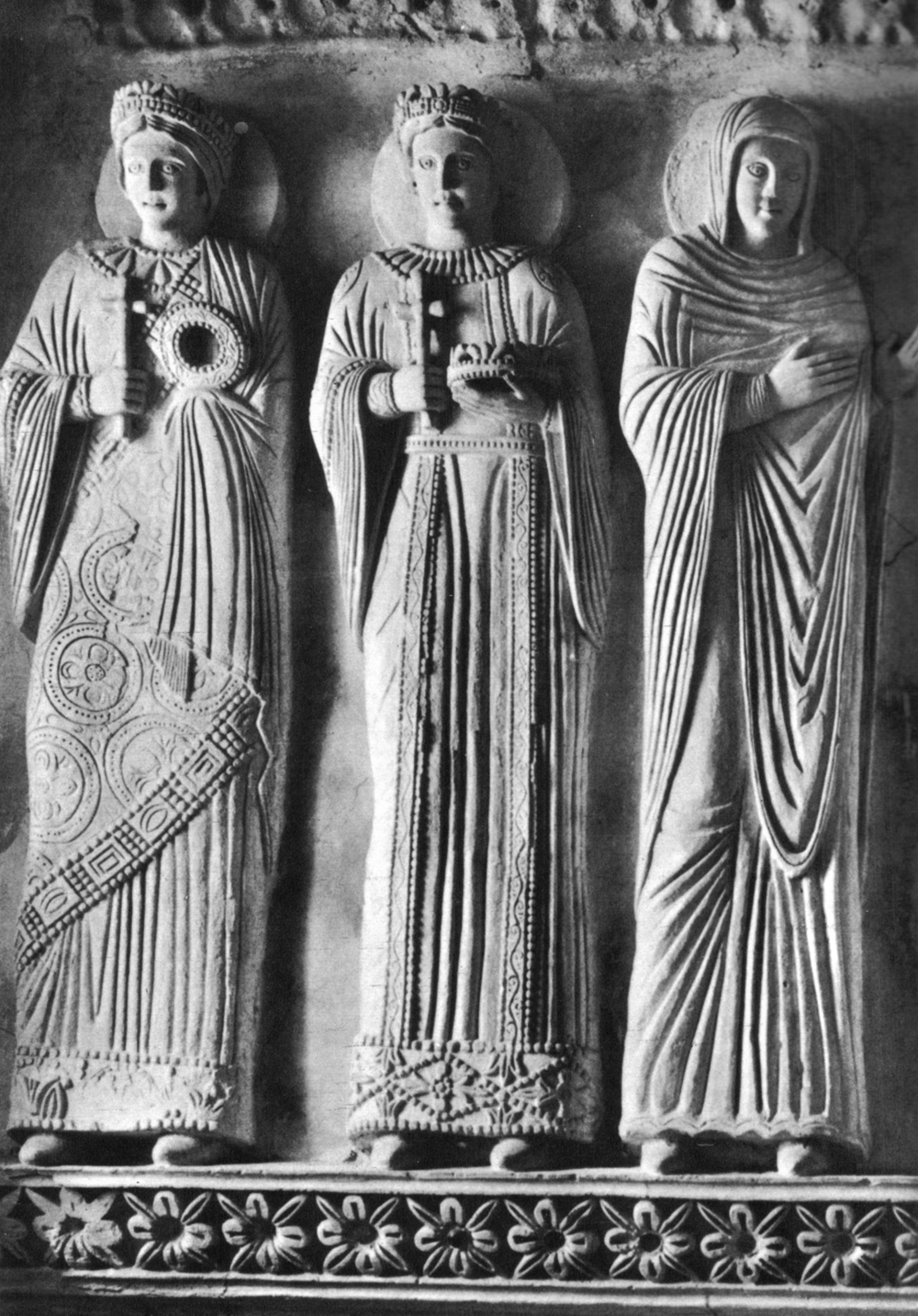
Figure di sante
Tempietto longobardo
Cividale del Friuli

Ansprando morì dopo appena tre mesi di regno, lasciando il trono al figlio Liutprando. Il suo regno, il più lungo di tutti quelli longobardi in Italia, fu caratterizzato dall'ammirazione quasi religiosa che veniva tributata al re dal suo popolo, che riconosceva in lui audacia, valentia e lungimiranza politica; Liutprando riuscì a sfuggire a due attentati alla propria vita (uno organizzato da un suo parente, Rotari) grazie a queste doti, e diede prove non inferiori nella condotta delle tante guerre del suo lungo regno. A questi valori tipici della stirpe germanica Liutprando, re di una nazione ormai in stragrande maggioranza cattolica, unì quelle di piissimus rex (nonostante avesse tentato più volte di impadronirsi di Roma). In due occasioni, in Sardegna e nella regione di Arles (dove era stato chiamato dal suo alleato Carlo Martello) si contrappose con successo ai pirati saraceni, accrescendo la sua reputazione di re cristiano.
Sempre legato a questi episodi e l'acquisizione, da parte del re, delle reliquie di Sant'Agostino, che si trovavano in Sardegna ed erano minacciate dai saraceni. Liutprando le fece quindi portare al sicuro a Pavia nella basilica di San Pietro in Ciel d'Oro, da lui fondata. La sua alleanza con i Franchi, coronata da una simbolica adozione del giovane Pipino il Breve, e con gli Avari, ai confini orientali, gli consentì di avere le mani relativamente libere nello scacchiere italiano, anche se presto arrivò a uno scontro con i Bizantini e con il Papato. Un primo tentativo di approfittare di un'offensiva araba contro Costantinopoli, nel 717, riscosse scarsi risultati; per riavvicinarsi al papato dovette quindi aspettare lo scoppio delle tensioni causate dall'inasprirsi della tassazione bizantina e la spedizione condotta nel 724 dall'esarca di Ravenna per destituire il ribelle papa Gregorio II. Più tardi sfruttò le dispute fra il papa e Costantinopoli sull'iconoclastia (dopo il decreto dell'imperatore Leone III Isaurico del 726) per impadronirsi di molte città dell'Esarcato e della Pentapoli, atteggiandosi a protettore dei cattolici. Per non inimicarsi il papa, rinunciò all'occupazione del borgo di Sutri; Liutprando restituì però la città non all'imperatore, ma "agli apostoli Pietro e Paolo", secondo quanto riferisce Paolo Diacono nella sua Historia Langobardorum. Questa donazione, nota come Donazione di Sutri, fornì il precedente legale per attribuire un potere temporale al papato, che avrebbe infine prodotto lo Stato della Chiesa.

Anello con sigillo, VIII secolo

Negli anni successivi Liutprando stipulò un'alleanza con l'esarca contro il papa, senza rinunciare a quella precedente con il papa contro l'esarca; coronò questo classico doppio gioco con un'offensiva che portò i ducati di Spoleto e di Benevento sotto la sua autorità, riuscendo infine a negoziare una pace tra papa ed esarca vantaggiosa per i Longobardi. Mai nessun re longobardo aveva ottenuto simili risultati nelle guerre con le altre potenze sul territorio italiano. Nel 732 suo nipote Ildebrando, che gli succederà sul trono, riuscì addirittura, per breve tempo, a impadronirsi di Ravenna, da dove tuttavia fu cacciato poco dopo dai Veneziani chiamati dal nuovo papa, Gregorio III.
Liutprando fu l'ultimo sovrano longobardo a poter contare sulla coesione del suo regno; dopo di lui nessun re riuscì a eliminare le opposizioni e a regnare indisturbato, anzi varie defezioni dei duchi e i continui tradimenti avrebbero portato alla sconfitta definitiva. La solidità del suo potere si fondava, oltre che sul carisma personale, anche sulla riorganizzazione delle strutture del regno che aveva intrapreso fin dai primi anni. Rafforzò la cancelleria del Palazzo reale di Pavia e definì in modo organico le competenze territoriali (giuridiche e amministrative) di sculdasci, gastaldi e duchi. Molto attivo fu anche nel settore legislativo: i dodici volumi di leggi da lui emanate introdussero riforme legali ispirate al diritto romano, migliorarono l'efficienza dei tribunali, modificarono il guidrigildo e, soprattutto, tutelarono i settori più deboli della società (minorenni, donne, debitori, aldii, schiavi).
Già a partire dal VII secolo la struttura socio-economica del regno era andata progressivamente modificandosi. La crescita demografica favorì la frammentazione dei fondi, tanto che crebbe il numero dei Longobardi che cadeva in stato di povertà, come attestano le leggi mirate ad alleviare le loro difficoltà; per contro, anche alcuni Romanici cominciarono ad ascendere nella scala sociale, arricchendosi con il commercio, con l'artigianato, con le professioni liberali o con l'acquisizione di terre che i Germani non avevano saputo amministrare proficuamente. Liutprando intervenne anche in questo processo, riformando la struttura amministrativa del regno e liberando dagli obblighi militari i Longobardi più poveri.

### Gli ultimi re

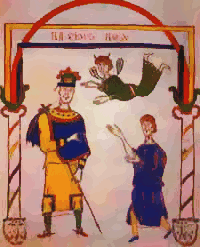
Rachis, miniatura dal Codex Matritensis Leges Langobardorum

Il regno di Ildebrando durò solo pochi mesi, poi venne rovesciato da una rivolta capeggiata dal duca Rachis. I contorni dell'episodio non sono chiari, essendo la fondamentale testimonianza di Paolo Diacono terminata con un panegirico in morte di Liutprando. Ildebrando era stato consacrato re nel 737, durante una grave malattia di Liutprando (che non gradì affatto: "Non aequo animo accepit", scrisse Paolo Diacono), anche se una volta ristabilitosi accettò la scelta. Il nuovo re, quindi, almeno inizialmente godette del sostegno della maggior parte dell'aristocrazia, se non di quella del grande monarca. Rachis, il duca del Friuli che salì al trono al suo posto, proveniva da una famiglia con una lunga tradizione di ribellioni al potere centrale e di rivalità con la famiglia reale, ma d'altro canto doveva la vita e il titolo ducale a Liutprando, che lo aveva perdonato dopo aver scoperto un complotto capeggiato da suo padre Pemmone.
Rachis fu un sovrano debole: dovette da una parte concedere maggior libertà d'azione agli altri duchi, dall'altra prestare estrema attenzione a non esasperare i Franchi e, soprattutto, il loro maggiordomo di palazzo e re de facto Pipino il Breve, figlio adottivo del re di cui aveva spodestato il nipote. Non potendo fidarsi delle tradizionali strutture d'appoggio alla monarchia longobarda, cercò sostegno presso i gasindi, cioè la piccola nobiltà legata al re da patti di protezione e soprattutto presso i Romanici, cioè i sudditi non longobardi. Queste sue innovazioni dell'antico costume, accanto ad atteggiamenti pubblici filo-latini (si sposò con una donna romana, Tassia, e con rito romano; adottò il titolo di princeps al posto del tradizionale rex Langobardorum) gli inimicarono sempre più la base dei Longobardi, che lo costrinse a cercare un totale rovesciamento di fronte, con un attacco improvviso alle città della Pentapoli. Il papa, però, lo convinse a rinunciare all'assedio di Perugia. Dopo questo fallimento il prestigio di Rachis crollò e i duchi elessero come nuovo re suo fratello Astolfo, che già gli era succeduto come duca a Cividale e che ora, dopo una breve lotta, lo costrinse a rifugiarsi a Roma e infine a farsi monaco a Montecassino.
Astolfo fu espressione della corrente più aggressiva dei duchi, che rifiutava un ruolo attivo alla componente romanica della popolazione. Per la sua politica espansionistica però dovette riorganizzare l'esercito in modo da includervi, seppur nella posizione subalterna di fanteria leggera, tutte le componenti etniche del regno. Ad essere soggetti agli obblighi di leva erano tutti i liberi del regno, sia quelli di origine romanica sia quelli di origine longobarda; le norme militari emanate da Astolfo citano più volte i mercanti, indice di come ormai la classe fosse divenuta rilevante.

I domini longobardi dopo le conquiste di Astolfo (751)

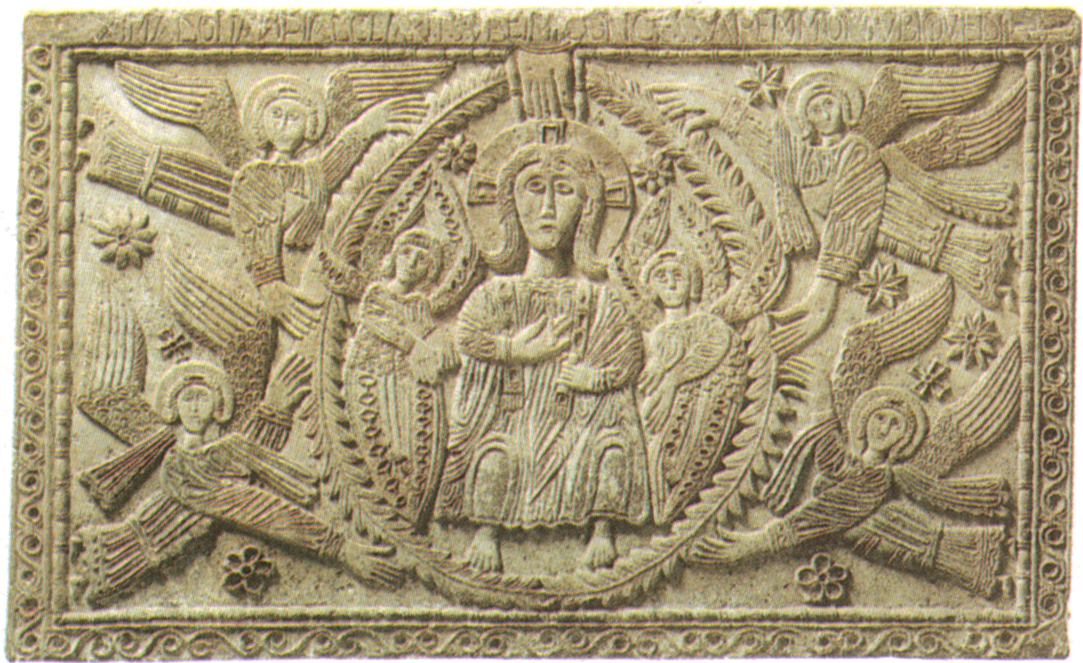
Pannello dell'Altare del duca Rachis, a Cividale del Friuli

Inizialmente Astolfo colse notevoli successi, culminati nella conquista di Ravenna (751); qui il re, risiedendo nel Palazzo dell'esarca e battendo moneta di tipo bizantino, espose il suo programma: raccogliere sotto il suo potere tutti i Romanici fino ad allora soggetti all'imperatore, senza necessariamente fonderli con i Longobardi. L'Esarcato non fu omologato agli altri possedimenti longobardi in Italia (non fu cioè eretto a ducato), ma mantenne la sua specificità come sedes imperii: in questo modo Astolfo si proclamava erede diretto, agli occhi dei Romanici italiani, dell'imperatore bizantino e dell'esarca, suo rappresentante. Le sue campagne portarono i Longobardi a un dominio quasi completo dell'Italia, con l'occupazione (750-751) anche dell'Istria, di Ferrara, di Comacchio e di tutti i territori a sud di Ravenna fino a Perugia. Con l'occupazione della roccaforte di Ceccano accentuò la pressione sui territori controllati dal papa Stefano II, mentre nella Langobardia Minor riuscì a imporre il suo potere anche a Spoleto e, indirettamente, a Benevento.
Proprio nel momento in cui Astolfo pareva ormai avviato a vincere tutte le opposizioni sul suolo italiano, nelle Gallie Pipino il Breve, vecchio nemico degli usurpatori della famiglia di Liutprando, riuscì a rovesciare definitivamente la dinastia merovingia deponendo Childerico III e divenendo re anche de iure; decisivi furono l'appoggio del Papato, nonostante fossero in corso anche trattative (presto fallite) tra Astolfo e il papa, e il tentativo di indebolire Pipino incitandogli contro il fratello Carlomanno.

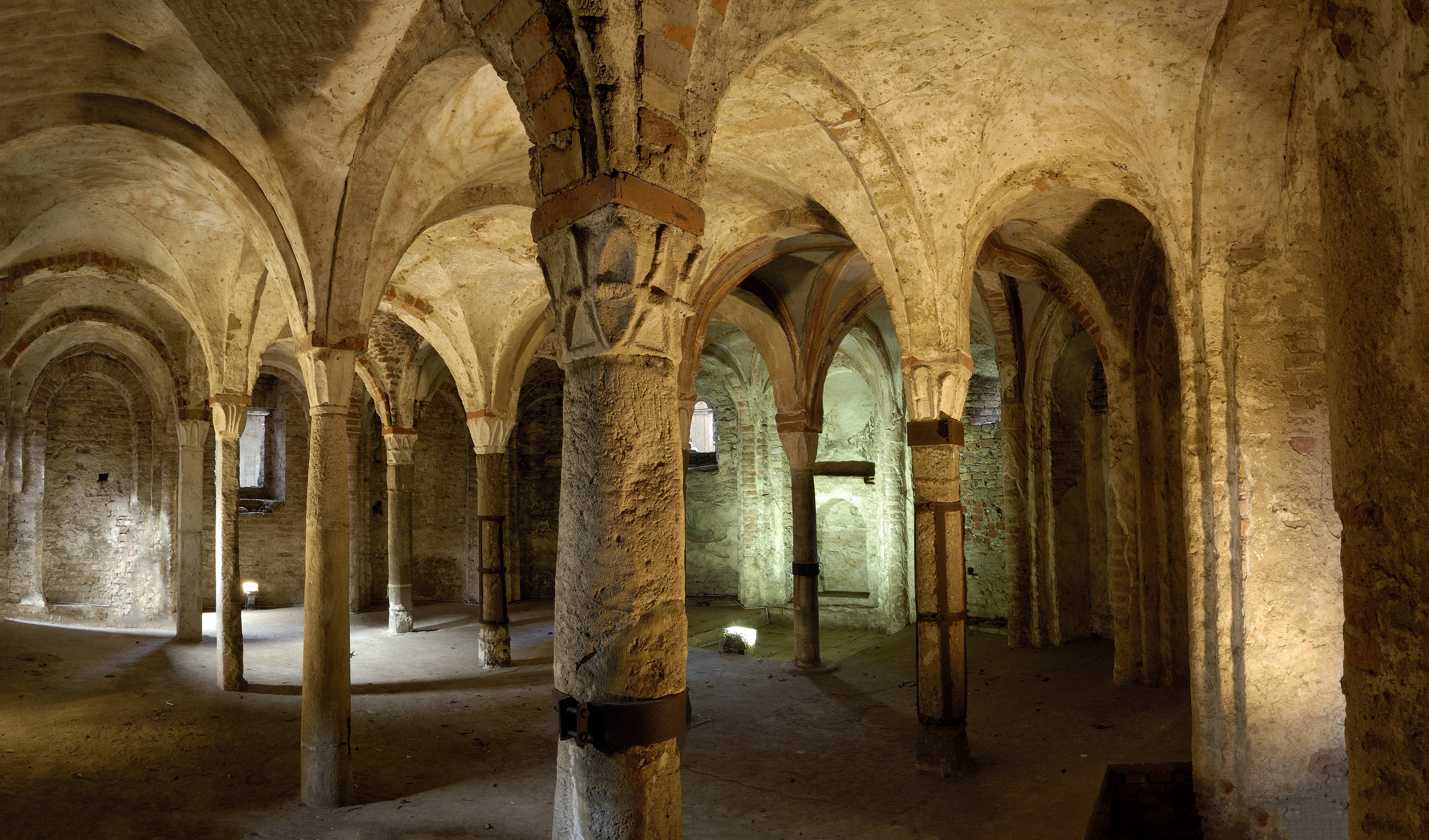
La cripta di Sant'Eusebio a Pavia

A causa della minaccia che questa mossa costituiva per il nuovo re dei Franchi, un accordo tra Pipino e Stefano II stabilì, in cambio della solenne unzione regale, la discesa in Italia dei Franchi. Nel 754 l'esercito longobardo, schierato a difesa delle Chiuse in Val di Susa, fu sgominato dai Franchi. Astolfo, arroccato a Pavia, dovette accettare un trattato che imponeva consegne di ostaggi e cessioni territoriali, ma due anni dopo riprese la guerra contro il papa, che a sua volta richiamò i Franchi. Sconfitto di nuovo, Astolfo dovette accettare patti molto più duri: Ravenna fu restituita non ai Bizantini ma al papa, incrementando il nucleo territoriale del Patrimonio di San Pietro; Astolfo dovette accettare una sorta di protettorato franco, la perdita della continuità territoriale dei suoi domini e il pagamento di un forte indennizzo. I ducati di Spoleto e di Benevento si affrettarono ad allearsi coi vincitori. Astolfo morì poco dopo questa grave umiliazione, nel 756.
Il fratello Rachis uscì dal monastero e tentò, inizialmente con qualche successo, di ritornare sul trono. Tuttavia, incontrò l'opposizione di Desiderio, messo da Astolfo a capo del Ducato di Tuscia con sede a Lucca, che non apparteneva alla dinastia friulana, malvista dal papa e dai Franchi, da cui riuscì ad ottenere appoggio. I Longobardi gli si sottomisero per evitare un'altra discesa dei Franchi e Rachis fu convinto dal papa a ritornare a Montecassino.

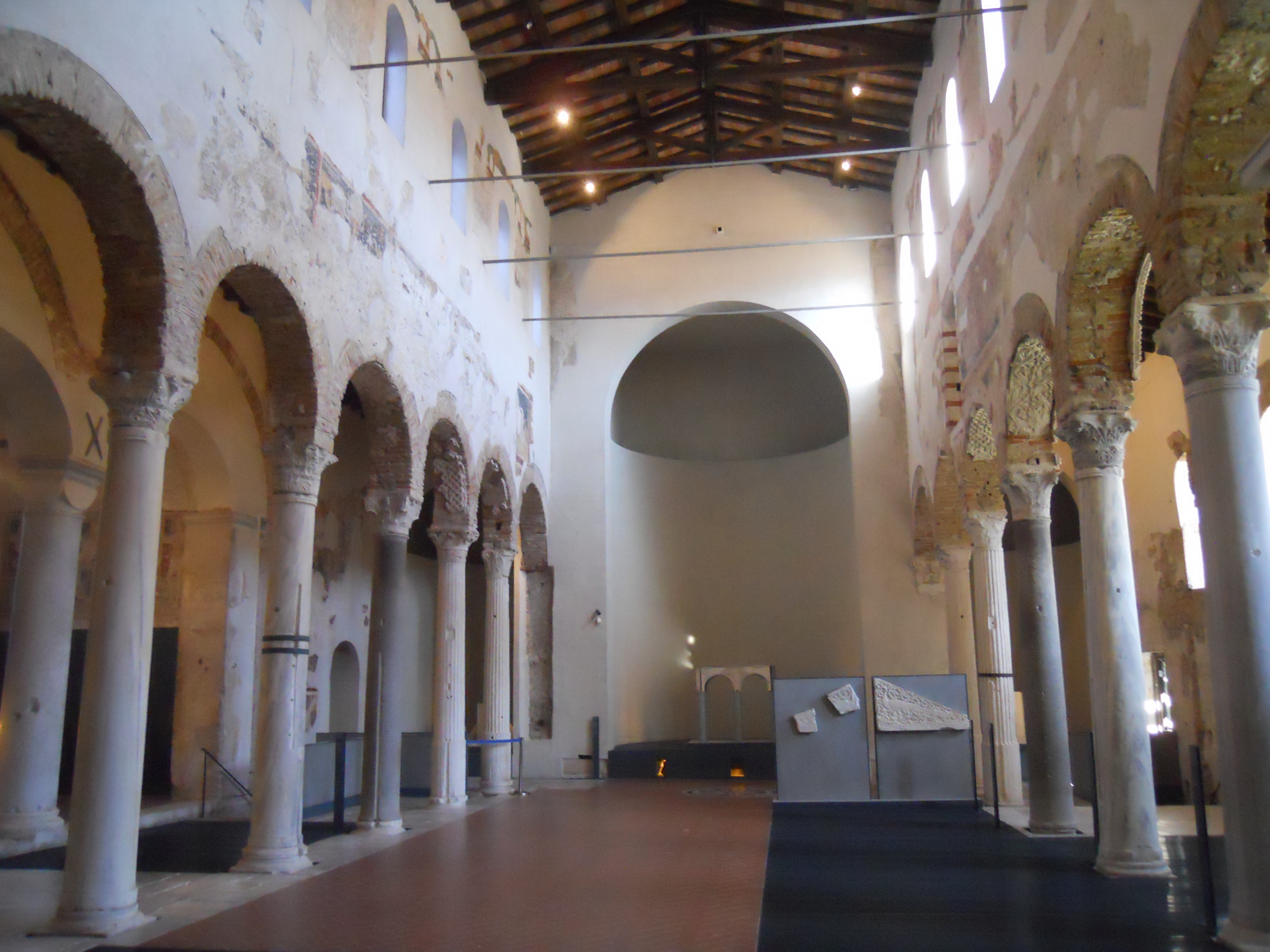
La basilica di San Salvatore a Brescia

Desiderio con un'abile e discreta politica riaffermò poco a poco il controllo longobardo sul territorio facendo di nuovo leva sui Romanici, creando una rete di monasteri governati da aristocratici longobardi (sua figlia Anselperga fu creata badessa di San Salvatore a Brescia), trattando col successore di papa Stefano II, Paolo I, e riconoscendone il dominio nominale su molti territori in realtà in suo potere, come i riconquistati ducati meridionali. Inoltre attuò una disinvolta politica matrimoniale, dando in moglie al duca di Baviera Tassilone sua figlia Liutperga nel 763, mentre l'altra figlia (di cui non è noto nome, ma solo il patronimico Desiderata) venne promessa sposa al futuro Carlo Magno.
Nonostante le alterne fortune del potere politico centrale, l'VIII secolo rappresentò l'apogeo del regno, periodo di benessere anche economico. L'antica società di guerrieri e sudditi si era trasformata in una vivace articolazione di ceti e classi, con proprietari fondiari, artigiani, contadini, mercanti, giuristi; conobbero grande sviluppo, anche economico, le abbazie, soprattutto benedettine, e si espanse l'economia monetaria, con la conseguente creazione di un ceto bancario. Dopo un primo periodo durante il quale la monetazione longobarda coniava esclusivamente monete bizantine d'imitazione, i re di Pavia svilupparono una monetazione autonoma, aurea e argentea. Il ducato di Benevento, il più indipendente dei ducati, ebbe anche una propria monetazione autonoma.

### La dinastia carolingia

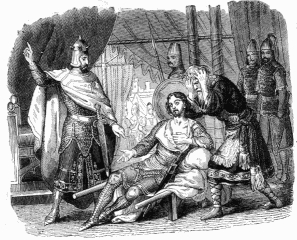
Adelchi, sconfitto da Carlo Magno, opta per l'esilio

Nel 771 Desiderio era sul punto di far accettare a papa Stefano III la sua protezione, dando al sovrano longobardo l'opportunità di cogliere definitivamente i frutti della sua abile politica, ma in quello stesso anno i delicati equilibri politici vennero rotti dalla morte di Carlomanno. Così Carlo ebbe mano libera per rivedere la sua alleanza con il Longobardi, annullando il matrimonio dinastico con la figlia di Desiderio, anche se in realtà non è chiaro se il matrimonio fosse già stato contratto o meno. Temendo per la propria incolumità e per quella dei suoi figli, la sposa di Carlomanno Gerberga abbandonò il regno dei Franchi per rifugiarsi alla corte di Desiderio. L'anno successivo un nuovo papa, Adriano I, si impose su tre distinte fazioni romane. Adriano I apparteneva al partito avverso a Desiderio e ne ribaltò il delicato gioco di alleanze, pretendendo la consegna dei territori mai ceduti da Desiderio e portandolo così a riprendere la guerra contro le città della Romagna. Inoltre, il sostegno che Desiderio offrì ai nipoti di Carlo Magno accelerarono un nuovo accordo tra il Papa e il re dei Franchi. Carlo Magno, nonostante avesse appena cominciato la campagna contro i Sassoni, venne in aiuto del papa, temendo la conquista di Roma da parte dei Longobardi e la perdita di prestigio conseguente. Tra il 773 e il 774 scese in Italia - ancora una volta la difesa delle Chiuse fu inefficace, per colpa delle divisioni fra i Longobardi - e, avendo la meglio contro una dura resistenza, conquistò la capitale del regno, Pavia. Come recentemente osservato, il rapido successo franco fu facilitato anche dalle divergenze che erano sorte tra i Longobardi, tanto che l'esercito schierato da Desiderio era formato solo da contingenti giunti dall'Italia nord-occidentale, dall'Emilia e dai ducati di Tuscia e di Spoleto, mentre i ducati di Benevento, Vicenza, Treviso e quello del Friuli non inviarono armati al sovrano. Desiderio e la moglie furono deportati in Gallia, mentre suo figlio Adelchi trovò rifugio presso Costantinopoli.
(Indro Montanelli - Roberto Gervaso, L'Italia dei secoli bui)
Carlo si fece chiamare da allora Gratia Dei rex Francorum et Langobardorum atque patricius Romanorum ("Per grazia di Dio re dei Franchi e dei Longobardi e patrizio Romano"), realizzando un'unione personale dei due regni. In realtà Adriano I sperava di relegare i Franchi nel nord dell'Italia, per affidare loro il dominio delle regioni dove l'aristocrazia longobarda era più difficile da controllare. Tuttavia, la forza mostrata da Carlo durante la campagna in Italia fu tale da attrarre a sé tutte le varie realtà politiche, anche quelle che in principio si erano sottomesse al Papa (ad esempio il Ducato di Spoleto), consentendo al Regno dei Longobardi di mantenere intatti i suoi confini. La conquista franca consentì il rientro in orbita longobarda di Aosta e di Susa, mentre nel 788, dopo un periodo di relativa autonomia, venne riannessa al regno l'Istria. L'unica eccezione fu rappresentata dal Ducato di Benevento, la cui indipendenza venne garantita grazie all'alleanza con l'Impero Romano d'Oriente, e i suoi sovrani assunsero il titolo di princeps Langobardorum, rivendicando per sé l'eredità del regno di Pavia.
Come re dei Longobardi, Carlo Magno mantenne le Leges Langobardorum, ma in seguito alla repressione della rivolta del 776, guidata dal duca del Friuli Rotgaudo, ordinò ampie confische ai danni dell'aristocrazia longobarda, che finì per essere sostituita dagli aristocratici franchi che si erano trasferiti in Italia, e promosse la riorganizzazione del regno sul modello franco, introducendo in Italia le figure di ufficiali pubblici, detti "conti", per sostituire i duchi longobardi nell'amministrazione del territorio. Nonostante questi stravolgimenti interni, il Regno dei Longobardi non cessò di mantenere la sua autonomia, ancor più accentuata dal fatto che tra il 781 e l'818 il regno dei Longobardi fu governato da sovrani carolingi autonomi ovvero, Pipino e suo figlio Bernardo.
Quest'autonomia cessò al principio del IX secolo, quando Bernardo uscì sconfitto nella lotta per la successione alla corona imperiale, che Carlo Magno aveva ricevuto nell'anno 800 da papa Leone III. Così, Bernardo venne eliminato dallo zio, l'imperatore Ludovico il Pio, il quale tenne per sé il titolo di re dei Longobardi, realizzando nuovamente l'unione personale con il Regno dei Franchi. A partire da Ludovico il Pio e i suoi figli, l'identità del Regno dei Longobardi venne progressivamente affiancata e poi sostituita da quella del Regno d'Italia, il cui possesso divenne sempre di più un fattore cruciale per i Carolingi che aspiravano a rivendicare il titolo imperiale.

## La memoria del regno
La memoria dei Longobardi in Italia manca in genere di solide radici salvo in città come Pavia, Benevento, Brescia e Cividale che furono potenti in quell’epoca, e in alcuni importanti enti ecclesiastici di fondazione longobarda, come per esempio il monastero bresciano di Leno, e, di riflesso, anche nella Cronaca di Novalesa, che fu scritta nell’XI secolo a Breme, non lontano da Pavia. Ancora nel XIII secolo nell’Italia settentrionale sopravviveva una certa coscienza dell’antica nazione longobarda, come a Pavia, dove il cronista Opicino de Canistris nella descrizione laudativa della città, da lui composta intorno al terzo decennio del Trecento, dedicò largo spazio alla memoria della regalità longobarda, lasciandoci una versione marcatamente lealista alla monarchia longobarda dell’assedio posto da Carlo Magno a Pavia nel 774.

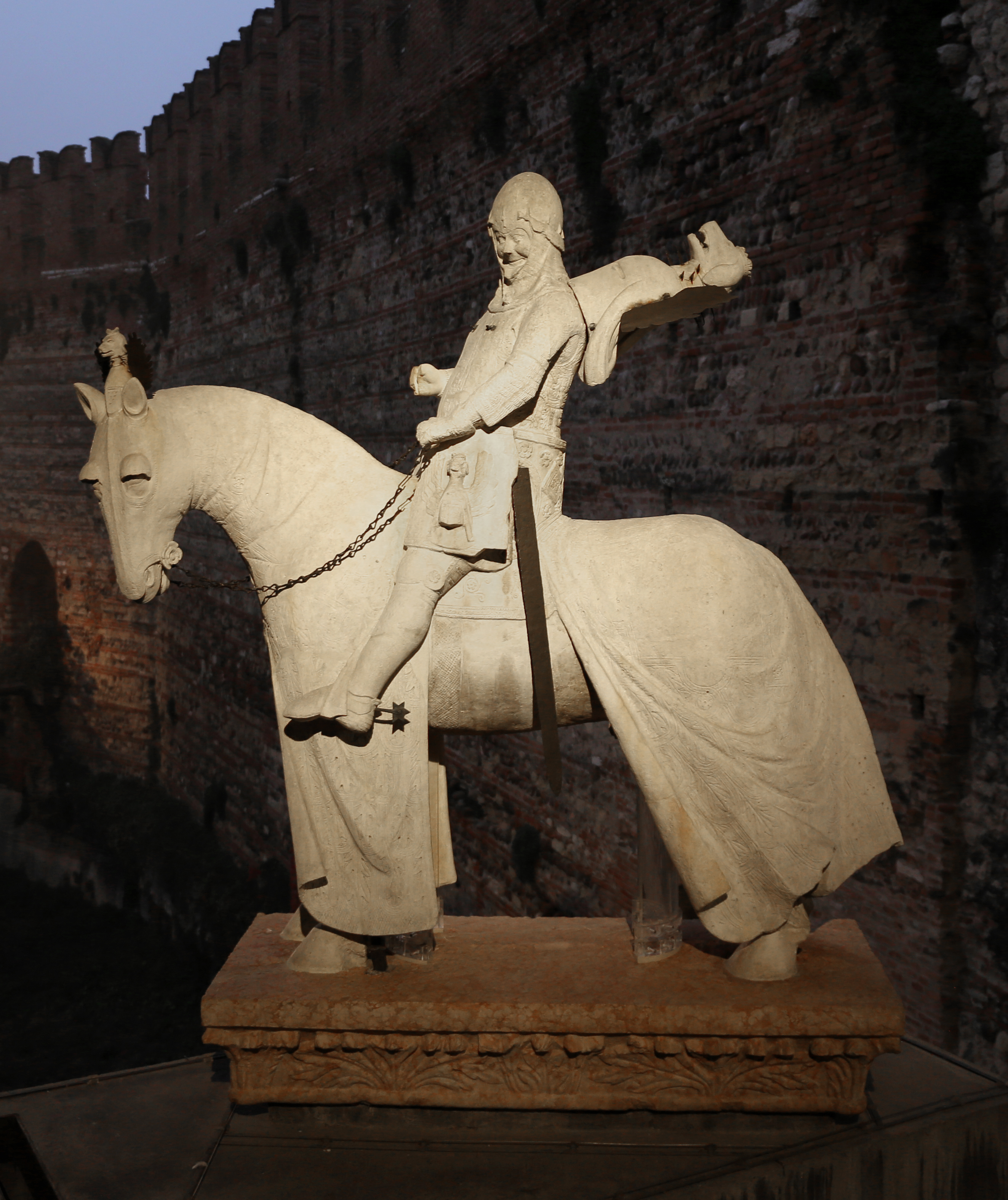
Statua equestre di Cangrande della Scala, 1340- 1350, Verona, Museo di Castelvecchio.

A partire dalla seconda metà del Duecento, la memoria della nazione longobarda fu particolarmente coltivata dagli Scaligeri, signori di Verona. La città, importante municipium romano, fu una delle residenze di Teodorico, Alboino, Pipino e Berengario I, offriva molto a un nuovo potere signorile che poneva nella regalità longobarda legittimità politica, utilizzandola sia nelle proprie rivendicazioni politiche sia ideologiche, dato che gli Scaligeri si ponevano come eredi degli ultimi sovrani longobardi. Tale progetto lasciò tracce anche nelle scelte onomastiche della famiglia, che dalla fine del XIII secolo comprendevano Alboino (quali Alboino o Paolo Alboino), riferimento al re sepolto a Verona, e diversi nomi “canini” (Cangrande, Mastino, Cansignorio ecc.), posti in relazione all’iconografia canina e alle virtù militari dei longobardi.
L’interesse per le vicende dei Longobardi ebbero un’importante riviviscenza a partire dalla seconda metà del Duecento anche in Lombardia quando i Visconti diventarono detentori del potere in Milano e, volendo esaltare le proprie origini, si costruirono una falsa genealogia che aveva, attraverso i conti d’Angera, come mitico capostipite il re Desiderio. A partire dai primi anni del XIV secolo i Visconti intrapresero un vasto programma culturale volto a legittimare il proprio potere su Milano e la Lombardia. Inizialmente, soprattutto tramite un uso strumentale degli eventi del passato e manipolando la realtà storica per fini politici e, grazie alla collaborazione di alcuni intellettuali quali Galvano Fiamma e Bonincontro Morigia, rivendicarono il ruolo di Milano come capitale del regno e l’origine regia della dinastia. Sempre intorno alla metà del XIV secolo i Visconti promossero la ricostruzione del duomo di Monza, sfruttando la memoria di Teodolinda e del tesoro della basilica come forma di legittimazione del nuovo potere politico. La memoria della nazione longobarda fu coltivata dai Visconti con maggior forza dopo il 1359, quando Galeazzo II riuscì dopo alcuni sfortunati tentativi di conquistare Pavia, città nella quale, richiamandosi ai sovrani longobardi e del regno d’Italia, stabilì la sua corte. A Pavia Galeazzo II intraprese un programma edilizio teso a richiamare le strutture della capitale altomedievale: il castello e il parco Visconteo, eredi del palazzo reale e del suo giardino, e l’università, erede dello Studium promosso da Lotario nel IX secolo. Particolari favori da parte del signore godette anche la basilica di San Pietro in Ciel d’Oro, antico monastero di fondazione regia longobarda e dove erano custodite le spoglie di re Liutprando (oltre alle reliquie di Sant’Agostino e Severino Boezio), che fu eletta da Galeazzo II come luogo della sua sepoltura, scelta seguita anche da alcuni membri della sua corte. L’uso della memoria della regalità altomedievale per legittimare il proprio potere e per porsi propagandisticamente in diretta continuità con i sovrani longobardi, fu abilmente sfruttato dal primo duca di Milano, Gian Galeazzo, che mantenne la sua corte a Pavia e, nel suo testamento, dispose che il proprio cuore fosse custodito, dopo la sua morte, nella basilica di San Michele, dove tradizionalmente avvenivano le incoronazioni regie. Con il passaggio del ducato dai Visconti agli Sforza e l’affermarsi dell’umanesimo, i richiami alla tradizione regia longobarda persero progressivamente di vigore.

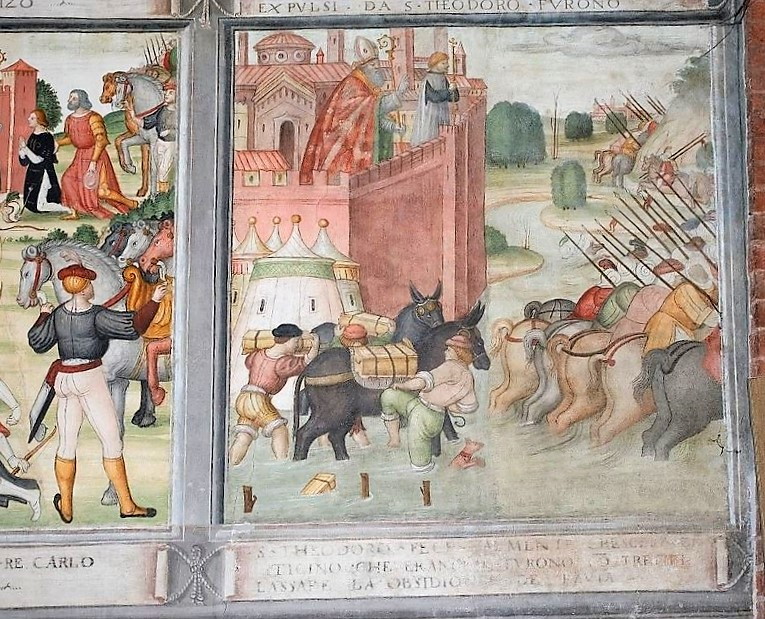
Anonimo Lombardo, Ciclo delle storie di San Teodoro, Carlo Magno è costretto ad abbandonare l'assedio di Pavia, 1514 circa, Pavia, Chiesa di San Teodoro.

Nei primi decenni del Cinquecento la memoria dei longobardi persistette nella riflessione politica di Niccolò Machiavelli il quale, nei Discorsi sopra la prima Deca di Tito Livio prima e nelle Istorie Fiorentine poi, affermò che al momento della caduta del regno i Longobardi fossero completamente fusi con la popolazione autoctona, tanto che di straniero conservavano ormai solo il nome. Certamente influenzato dagli eventi delle tante invasioni straniere di cui fu spettatore durante le guerre d’Italia, Machiavelli rimproverò inoltre allo Stato della Chiesa di aver ostacolato e bloccato ogni tentativo dei sovrani di Pavia di unificare il paese, spingendo i Franchi di Carlo Magno a invadere l’Italia e a porre fine al regno indipendente, fatto che, secondo Machiavelli influenzò pesantemente la storia della penisola.
Sempre negli stessi anni in cui Niccolò Machiavelli concludeva i Discorsi sopra la prima Deca di Tito Livio, un anonimo maestro lombardo dipinse nella chiesa di San Teodoro a Pavia un ciclo d’affreschi raffigurante la vita del santo vescovo pavese. In essi viene narrato come, grazie all’intervento di Teodoro, Carlo Magno dovette abbandonare l’assedio di Pavia perché le acque del Ticino sommersero il suo accampamento. Secondo la narrazione del ciclo pittorico la città non cadde sotto il controllo del re franco e il regno longobardo non cessò di esistere. In anni in cui le guerre d’Italia creavano forti incertezze sul futuro del ducato di Milano e dell’intera penisola, i committenti dell’opera, modificando il reale esito dell’assedio, intendevano rimarcare la loro forte identità e autonomia, cercando certezze nella memoria del passato longobardo.

## Giudizi storiografici

Figura zoomorfa, lastrina dello scudo di Stabio, bronzo dorato

L'età del regno longobardo è stata, soprattutto in Italia, a lungo ritenuta come regno delle barbarie nel pieno dei cosiddetti "Secoli bui". In particolare, durante il XVII secolo molti studiosi di formazione ecclesiastica, come il cardinale Cesare Baronio, diedero del regno longobardo un'interpretazione negativa, basata quasi esclusivamente sulle fonti papali dell'VIII secolo. Tuttavia, se alcuni illuministi, primo fra tutti Ludovico Antonio Muratori, s'interessarono ai Longobardi in modo più scientifico e con minori pregiudizi, durante il Risorgimento l'età longobarda fu giudicata un periodo di confusione e dispersione, segnato dalle abbandonate vestigia di un glorioso passato e ancora in cerca di nuova identità; lo testimoniano, per esempio, i versi dell'Adelchi manzoniano:
(Alessandro Manzoni, Adelchi, Coro dell'Atto Terzo.)
L'economista Giorgio Ruffolo, riprendendo il giudizio sui Longobardi di Gabriele Pepe, ne parla in termini assai poco lusinghieri: «Diciamo la verità: all'Italia, forse per una oscura legge di contrappasso, sono toccati, in definitiva, i barbari meno intelligenti e più grossolani d'Europa. Totalmente incapaci di fondersi con il popolo vinto, allevatori di maiali e cacciatori forsennati, totalmente incapaci di lavoro produttivo, gente rozza senza idealità, senza poesia, senza leggi, senza ricchezza, senza patria (si scannavano tra loro, tradendosi continuamente), sono stati per l'Italia una vera maledizione. Hanno segnato il secolo più infelice della nostra storia».
Sergio Rovagnati arriva a definire il perdurante pregiudizio negativo sui Longobardi «una sorta di damnatio memoriae», comune a quella spesso riservata a tutti i protagonisti delle Invasioni barbariche.
Gli orientamenti storiografici più recenti, tuttavia, hanno ampiamente rivalutato l'età longobarda della storia d'Italia. Lo storico tedesco Jörg Jarnut ha puntualizzato l'insieme degli elementi che costituiscono l'importanza storica del regno longobardo. Alla separazione tra Langobardia Maior e Langobardia Minor risale la bipartizione storica dell'Italia che ha, per secoli, fatto orientare il nord verso l'Europa centro-occidentale e il sud, invece, verso l'area mediterranea, mentre il diritto longobardo condizionò a lungo l'impianto giuridico italiano, tanto da non essere del tutto abbandonato nemmeno dopo la riscoperta del diritto romano, tra XI e XII secolo. Ampio il contributo del longobardo, lingua germanica, alla formazione della lingua italiana, che proprio nei secoli del regno longobardo maturava il proprio distacco dal latino volgare per assumere forme autonome.
Per quanto concerne il ruolo ricoperto dai Longobardi in seno alla nascente Europa, Jarnut evidenzia che, dopo il declino del regno dei Visigoti e durante il periodo di debolezza del regno dei Franchi in epoca merovingia, Pavia era stata sul punto di assumere una funzione guida per l'Occidente, dopo aver determinato, strappando gran parte dell'Italia al dominio dei basileus, la definitiva linea di confine tra l'Occidente latino-germanico e l'Oriente greco-bizantino; a spezzare bruscamente l'ascesa europea dei Longobardi intervenne però il rafforzamento del regno franco sotto Carlo Magno, che inflisse agli ultimi sovrani longobardi le sconfitte decisive. Alla disfatta militare, tuttavia, non corrispose un annullamento dell'elemento longobardo: Claudio Azzara precisa che «la stessa Italia carolingia si configurò, in realtà, come un'Italia longobarda, nei meccanismi costitutivi della società e nella cultura».

## Il regno longobardo nelle arti

### Letteratura

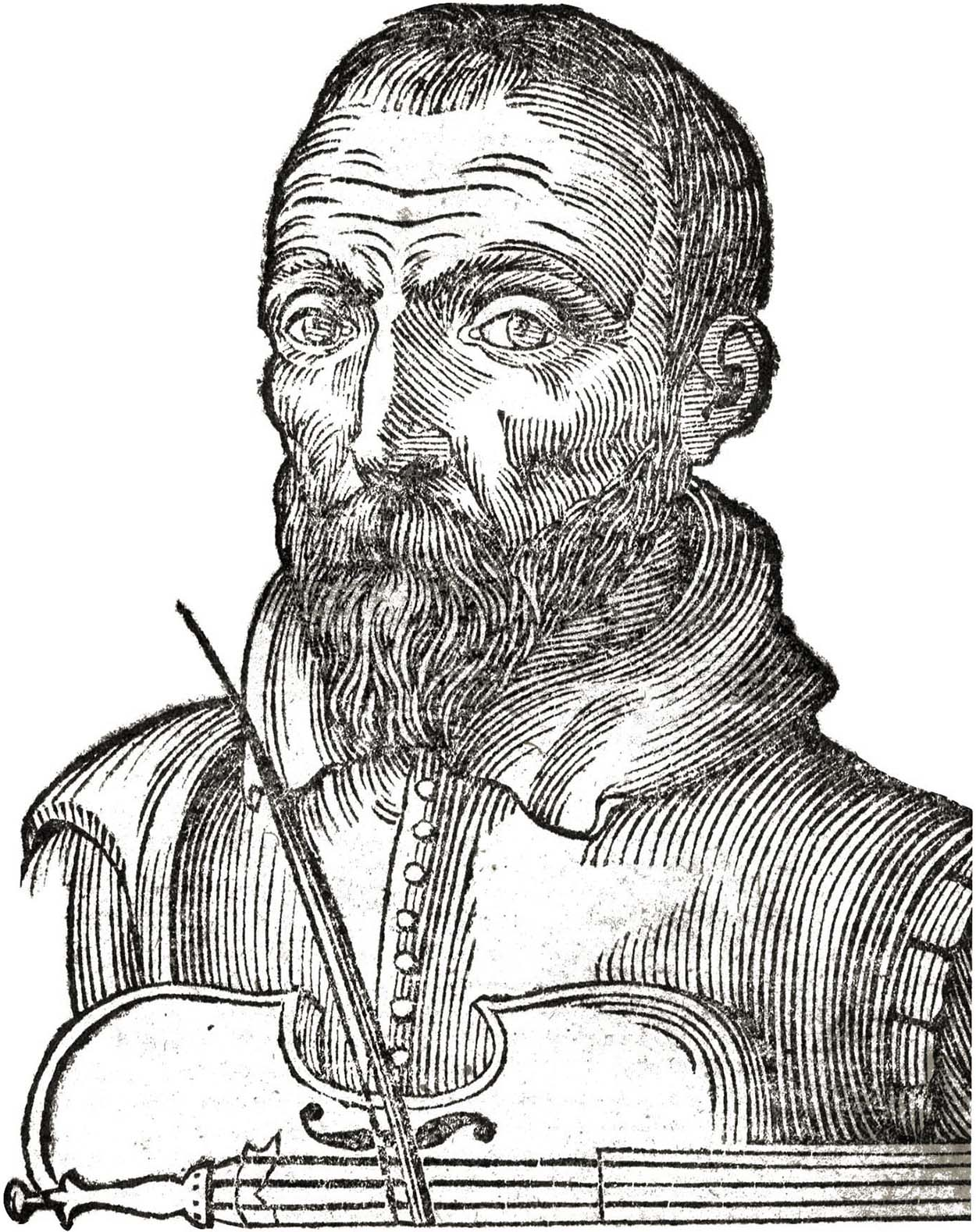
Giulio Cesare Croce

Il persistente pregiudizio storiografico sui "Secoli bui" ha a lungo gettato ombre sul regno longobardo, distogliendo l'interesse dei letterati da quel periodo storico. Poche sono state dunque le opere letterarie ambientate nell'Italia tra VI e VIII secolo; tra queste, eccezioni rilevanti sono quelle di Giulio Cesare Croce e Alessandro Manzoni. In epoca più recente al regno longobardo ha dedicato una trilogia narrativa lo scrittore friulano Marco Salvador.

#### Bertoldo
La figura di Bertoldo, umile e astuto contadino originario di Retorbido e vissuto durante il regno di Alboino (568-572), ispirò numerose tradizioni orali durante tutto il Medioevo e la prima età moderna; a esse si ispirò il letterato secentesco Giulio Cesare Croce nel suo Le sottilissime astutie di Bertoldo (1606), al quale nel 1608 aggiunse il seguito Le piacevoli et ridicolose simplicità di Bertoldino, figlio di Bertoldo. Nel 1620 l'abate Adriano Banchieri, poeta e compositore, elaborò un ulteriore seguito: Novella di Cacasenno, figliuolo del semplice Bertoldino. Da allora le tre opere vengono generalmente pubblicate in unico volume, sotto il titolo di Bertoldo, Bertoldino e Cacasenno.

#### Adelchi

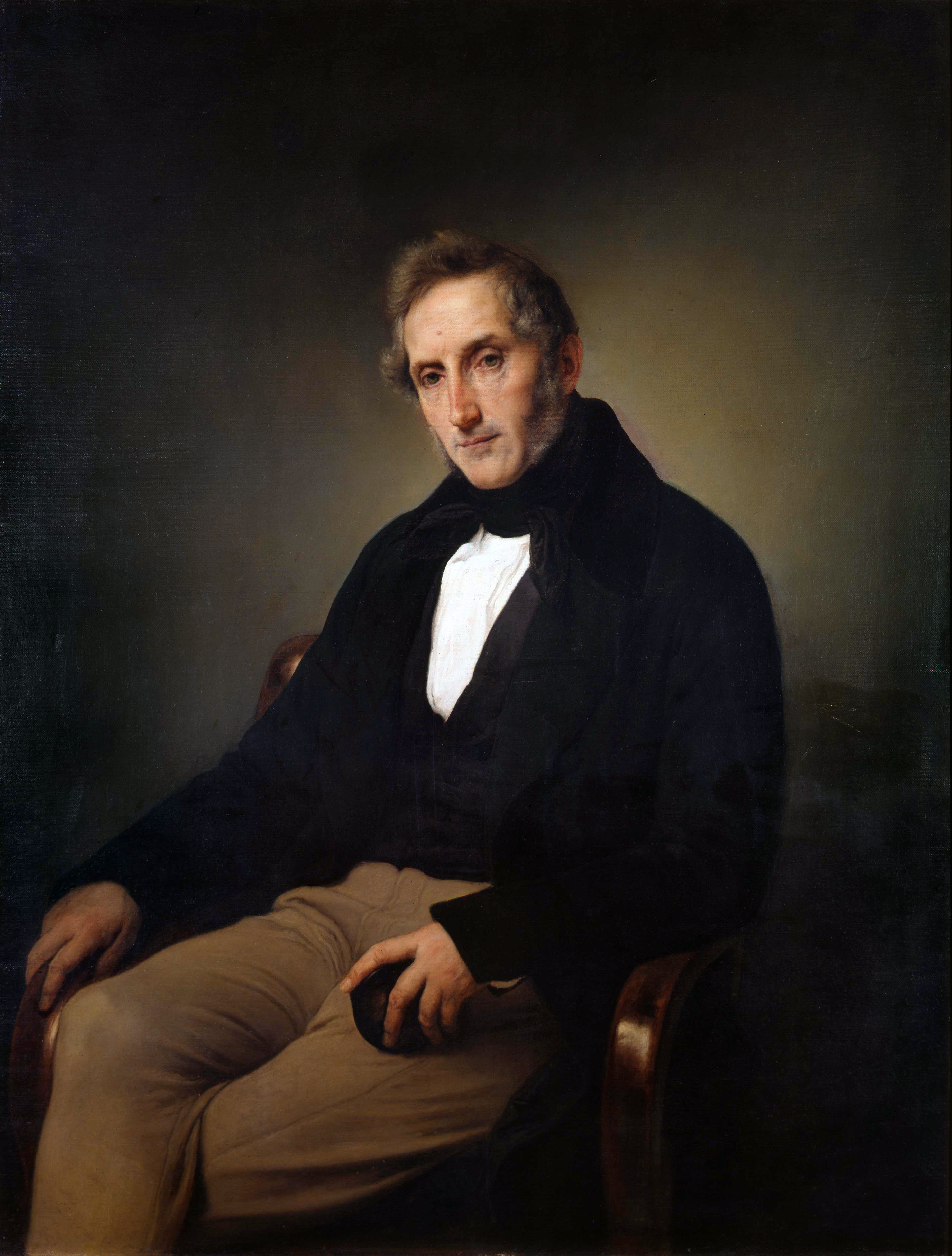
Alessandro Manzoni in un ritratto di Francesco Hayez

Ambientata durante l'estremo scorcio del regno longobardo, la tragedia manzoniana Adelchi narra le vicende dell'ultimo re dei Longobardi, Desiderio, di suo figlio, Adelchi, e di sua figlia, che la fantasia del Manzoni ha battezzato Ermengarda. Il primo, ultimo difensore del regno longobardo contro l'invasione franca, e la seconda, sposa ripudiata di Carlo Magno. Manzoni ha utilizzato il regno longobardo come scenario, adattandolo alla sua interpretazione dei personaggi, vero centro dell'opera, e ha fornito ai Longobardi un ruolo di precursori dell'Unità e dell'indipendenza nazionale italiana, pur riprendendo l'immagine allora dominante di un periodo di barbarie dopo gli splendori della classicità.

### Cinema
Ben tre sono state le pellicole ispirate dalle novelle di Croce e Banchieri e ambientate nel periodo iniziale del regno longobardo (interpretato assai liberamente):
- Bertoldo, Bertoldino e Cacasenno (1936), diretto da Giorgio Simonelli;
- Bertoldo, Bertoldino e Cacasenno (1954), diretto da Mario Amendola e Ruggero Maccari;
- Bertoldo, Bertoldino e Cacasenno (1984), diretto da Mario Monicelli.

Di gran lunga più celebre è l'ultima delle tre pellicole, che vantava un cast composto, tra gli altri, da Ugo Tognazzi (Bertoldo), Maurizio Nichetti (Bertoldino), Alberto Sordi (fra Cipolla) e Lello Arena (re Alboino).
Una versione romanzata del periodo iniziale del regno è stata offerta da Rosmunda e Alboino (1961), diretto da Carlo Campogalliani.

### Esplicative
1. ↑  O dodici anni, secondo l'Origo gentis Langobardorum e Fredegario.
2. ↑  A tal proposito si ricorda la partizione che Pipino il Breve fece del suo regno tra i due figli Carlomanno e Carlo (futuro Carlo Magno), e la divisione predisposta da quest'ultimo in favore dei tre eredi.

### Bibliografiche
1. ↑   Pavia città Regia, su monasteriimperialipavia.it.
2. ↑  Diacono, IV, 37; VI, 24-26 e 52.
3. ↑  Jarnut, pp. 48–50.
4. 1 2   Pavia capitale del regno longobardo: strutture urbane e identità civica, su academia.edu.
5. ↑   Pavia: Vestigia di una Civitas altomedievale, su academia.edu.
6. ↑  Jarnut, pp. 46–48.
7. ↑  De Vingo.
8. ↑  Jarnut, p. 37.
9. ↑  Diacono, III, 16.
10. ↑  Diacono, III, 35.
11. 1 2 3  Jarnut, p. 44.
12. ↑  Jarnut, p. 43.
13. 1 2   The treasure of Theodelinda: ideological claims and political contingencies in the construction of a myth, su academia.edu.
14. ↑  Diacono, IV, 41.
15. ↑  Jarnut, p. 61.
16. ↑  Jarnut, p. 56.
17. ↑  Diacono, IV, 45.
18. ↑  Jarnut, p. 58.
19. ↑  Jarnut, p. 59.
20. ↑  Diacono, IV, 46.
21. ↑  Paulus Diaconus, Historia Langobardorum (ed. Georg Waitz, MGH SS rerum Langobardicarum, Hannover, 1878), pp. 12-187, riferimento p. 35s.
22. ↑  Cardini e Montesano,  p. 86.
23. ↑  Diacono, VI, 35.
24. ↑  Jarnut, pp. 96–97.
25. ↑  Diacono, VI, 49.
26. ↑  Jarnut, p. 82.
27. ↑  Rovagnati, pp. 75–76.
28. ↑  Jarnut, pp. 98–101.
29. ↑  Diacono, VI, 55.
30. ↑  Leges Langobardorum, Ratchis Leges, 14, 1-3.
31. ↑  Jarnut, p. 111.
32. ↑  Jarnut, p. 112.
33. ↑  Jarnut, p. 102.
34. ↑   Rosamond McKitterick, The New Cambridge Medieval History, 1995,  pp. 300–301.
35. ↑  Jarnut, p. 125.
36. ↑   Stefano Gasparri, La composizione dell'esercito longobardo: un modello orizzontale?, in Simone Caldano, Gianmarco De Angelis e Cristina La Rocca (a cura di), «Castrum paene in mundo singulare». Scritti per Aldo Settia in occasione del novantesimo compleanno, Genova, SAGEP, 2023,  pp. 117–120, ISBN 9791255900153.
37. 1 2   Stefano Gasparri e Maria Cristina La Rocca, L'età di Carlo Magno, in Tempi barbarici, Roma, Carocci editore, 2019.
38. ↑   Stefano Gasparri, I Longobardi fra oblio e memoria, in Studi sul medioevo per Girolamo Arnaldi, Roma, Viella, 2000,  pp. 240–254; 270–271.
39. ↑   The fall of the Lombard kingdom: facts, memory and propaganda, su academia.edu.
40. 1 2   Agiografia e potere: culto dei santi e rivendicazioni politiche a Pavia nel medioevo (secoli VI-XV), su academia.edu.
41. ↑   majocchi bozze seta cangrande, su academia.edu.
42. 1 2 3   Non iam capitanei, sed reges nominarentur: progetti regi e rivendicazioni politiche nei rituali funerari dei Visconti (XIV secolo), su academia.edu.
43. ↑   Pavia dai Beccaria ai Visconti-Sforza. Metamorfosi di una città, su academia.edu.
44. ↑   LONGOBARDI, su treccani.it.
45. ↑   La storiografia italiana e i secoli bui: l’esempio dei Longobardi, su academia.edu.
46. ↑   Storie di S. Teodoro scuola lombarda, su lombardiabeniculturali.it.
47. ↑  Azzara, 2002, p. 135.
48. 1 2   Stefano Gasparri, La storiografia italiana e i secoli bui: l’esempio dei Longobardi, in “Dimensões. Revista de História da UFES”, 32 (2014), pp. 182-205.. URL consultato il 23 aprile 2022.
49. ↑  Pepe.
50. ↑  Ruffolo, p. 299.
51. ↑  Rovagnati, p. 1.
52. ↑  Jarnut, pp. 135–136.
53. ↑  Jarnut, pp. 136–137.
54. ↑  Azzara, 2002, p. 138.

### Fonti primarie
- Fredegario, Pseudo-Fredegarii scholastici Chronicarum libri IV cum continuationibus in Monumenta Germaniae Historica SS rer. Mer. II, Hannover 1888
- Gregorio di Tours, Gregorii episcopi Turonensis Libri historiarum X (Historia Francorum) in Monumenta Germaniae Historica SS rer. Mer. I 1, Hannover 1951
- Leges Langobardorum (643-866), ed. F. Beyerle, Witzenhausen 1962
- Mario di Avenches, Chronica a. CCCCLV-DLXXXI. ed. Theodor Mommsen in Monumenta Germaniae Historica AA, XI, Berlino 1894
- Origo gentis Langobardorum, ed. G. Waitz in Monumenta Germaniae Historica SS rer. Lang.
- Paolo Diacono, Historia Langobardorum.

### Letteratura storiografica
- Claudio Azzara, L'Italia dei barbari, Bologna, Il Mulino, 2002, ISBN 88-15-08812-1.
- Claudio Azzara e Stefano Gasparri, Le leggi dei Longobardi, storia, memoria e diritto di un popolo germanico, Roma, Viella, 2005, ISBN 88-8334-099-X.
- Sandrina Bandera, Declino ed eredità dai Longobardi ai Carolingi. Lettura e interpretazione dell'altare di S. Ambrogio, Morimondo, Fondazione Abbatia Sancte Marie de Morimundo, 2004.
- Carlo Bertelli e Gian Pietro Broglio, Il futuro dei Longobardi. L'Italia e la costruzione dell'Europa di Carlo Magno, Skira, Milano, 2000, ISBN 88-8118-798-1.
- Ottorino Bertolini, Roma e i Longobardi, Roma, Istituto di studi romani, 1972, BNI 7214344.
- Gian Piero Bognetti, L'Editto di Rotari come espediente politico di una monarchia barbarica, Milano, Giuffre, 1957.
- Franco Cardini e Marina Montesano, Storia medievale, Firenze, Le Monnier, 2006, ISBN 88-00-20474-0.
- Paolo de Vingo, Aristocrazia e poteri locali nella necropoli longobarde nel Regnum Langobardorum centro-occidentale, in Gausac, n. 34-35, Grup d'Estudis Locals de Sant Cugat del Vallès, 2009.
- Paolo Diacono, Storia dei Longobardi, a cura di Lidia Capo, Segrate, Mondadori, 1992, ISBN 88-04-33010-4.
- Stefano Gasparri, I duchi longobardi, Roma, La Sapienza, 1978.
- Stefano Gasparri, Italia longobarda. Il regno, i Franchi, il papato, Bari-Roma, Laterza, 2016, ISBN 9788858125571.
- Jörg Jarnut, Storia dei Longobardi, traduzione di Paola Guglielmotti, Torino, Einaudi, 1995  [1982], ISBN 88-06-13658-5.
- Indro Montanelli e Roberto Gervaso, L'Italia dei secoli bui, Milano, Rizzoli, 1965.
- Carlo Guido Mor, Contributi alla storia dei rapporti fra Stato e Chiesa al tempo dei Longobardi. La politica ecclesiastica di Autari e di Agigulfo, in Rivista di storia del diritto italiano, 1930.
- Christie Neil, I Longobardi. Storia e archeologia di un popolo, Genova, ECIG, ISBN 88-7545-735-2.
- Gabriele Pepe, Il Medio Evo barbarico d'Italia, Torino, Einaudi, 1941.
- Paolo Possenti, Le radici degli italiani. Vol. II: Romania e Longobardia, Milano, Effedieffe, 2001, ISBN 88-85223-27-3.
- Sergio Rovagnati, I Longobardi, Milano, Xenia, 2003, ISBN 88-7273-484-3.
- Giorgio Ruffolo, Quando l'Italia era una superpotenza, Torino, Einaudi, 2004, ISBN 88-06-16804-5.
- Amelio Tagliaferri, I Longobardi nella civiltà e nell'economia italiana del primo Medioevo, Milano, Giuffrè, 1965, BNI 6513907.
- Giovanni Tabacco, Storia d'Italia. Vol. I: Dal tramonto dell'Impero fino alle prime formazioni di Stati regionali, Torino, Einaudi, 1974.
- Giovanni Tabacco, Egemonie sociali e strutture del potere nel medioevo italiano, Torino, Einaudi, 1999, ISBN 88-06-49460-0.

### Singoli aspetti dell'età longobarda
- Arte longobarda
- Leggi longobarde
- Duca (Longobardi)
- Ducati longobardi
- Sovrani longobardi
- Società longobarda

### Il contesto storico europeo
- Alto Medioevo
- Esarcato d'Italia
- Impero bizantino
- Invasioni barbariche
- Italia medievale
- Migrazione longobarda
- Regni romano-germanici
- Stato Pontificio
- Storia della Gallia tardo-antica e altomedievale